# Nanjungan (Merapi Timur)
Nanjungan is een bestuurslaag in het regentschap Lahat van de provincie Zuid-Sumatra, Indonesië. Nanjungan telt 412 inwoners (volkstelling 2010).